# 그것: 웰컴 투 데리
《그것: 웰컴 투 데리》(영어: It: Welcome to Derry)는 HBO에서 2025년 10월부터 방영 예정인 공포 드라마이다. 안드레스 무스키에티 감독의 영화 《그것》 시리즈의 프리퀄 작품이다.